# Barrio de las Mil Casas
El Barrio de las Mil Casas fue el primer barrio obrero de Sudamérica, ubicado en la zona de Tolosa en La Plata, provincia de Buenos Aires, Argentina. Se encuentra en un sector conocido como Villa Rivera.

## Contexto
En 1886 se inaugura en la manzana comprendida entre las actuales calles 4, 5, 526 y 527 el molino harinero "La Julia", donde trabajaban 300 obreros dedicándose a la producción de galletitas. Al año siguiente, también se finaliza a dos cuadras de allí la construcción de los talleres ferroviarios de Tolosa, en donde trabajaban hasta 3.500 obreros.
Ya que esta enorme cantidad de trabajadores se instalarían en el barrio de Tolosa, el señor Juan de la Barra y su esposa, Emma de la Barra, invirtieron capitales en la construcción del barrio obrero en las cercanías de los talleres, el cual fue conocido popularmente como "Barrio de las Mil Casas", por sus pequeñas casas que vistas desde el tren parecían ser mil.

## Historia

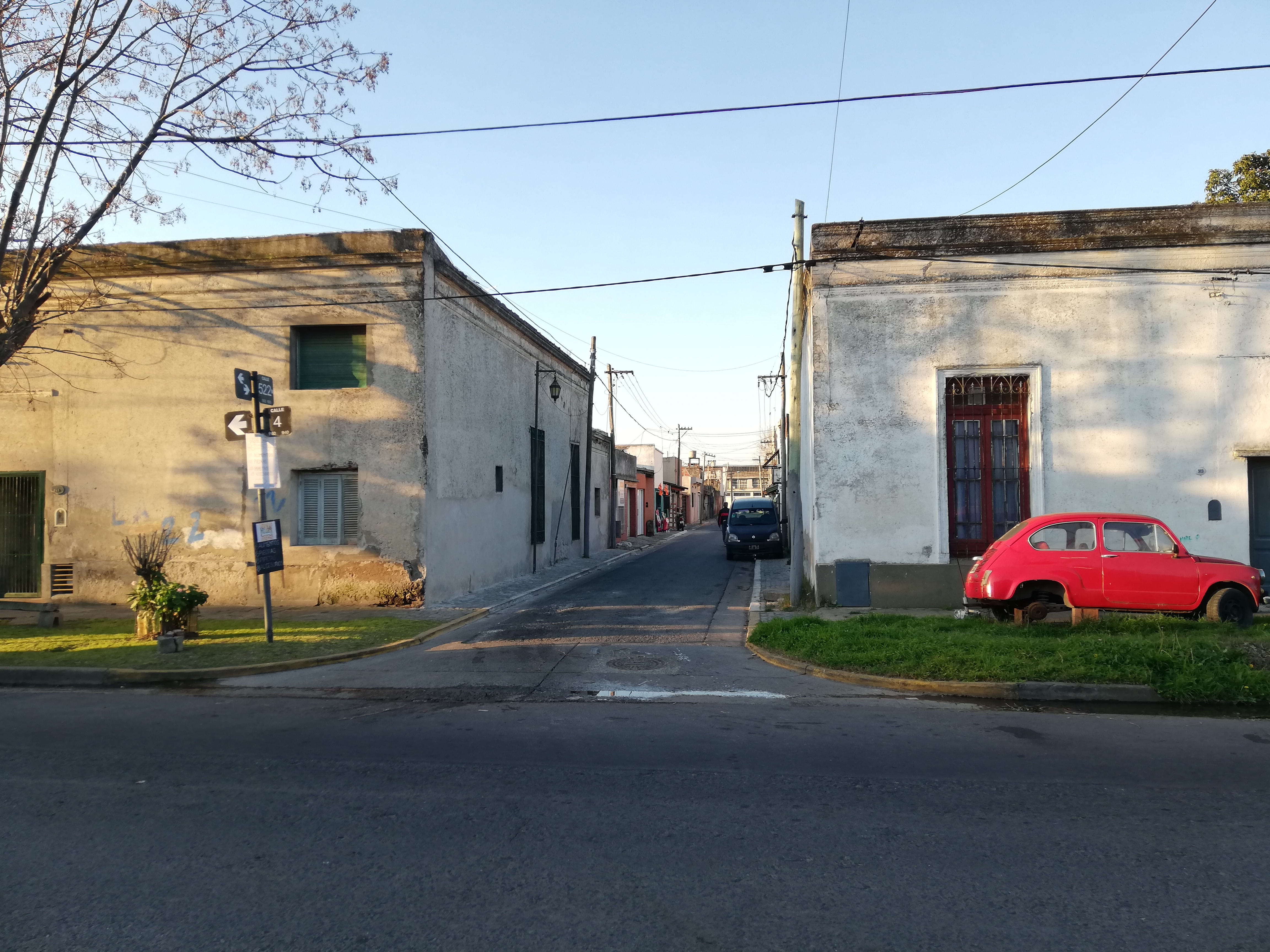
Viviendas típicas del barrio Las Mils Casas en Tolosa

El barrio se ubicó entre las calles 3, 4, 522 y 524, en una zona conocida como Villa Rivera (ya que era en antiguo casco de la estancia de la familia Rivera). Estos terrenos fueron comprados al gobierno, para lo cual se había adquirido en el Banco Hipotecario Nacional un préstamo de $400.000, cuyo plazo de devolución era de cinco años.
En 1890, el gobierno vende el Ferrocarril del Oeste y los transfiere al Ferrocarril del Sud en 1902. Un tiempo después los talleres de Tolosa son mudados a Liniers, por lo cual toda la población obrera y sus familias que habitaban el Barrio de las Mil Casas se mudan hacia dicho barrio de la ciudad de Buenos Aires. La viuda de Juan de la Barra, Emma de la Barra, intenta reflotar el barrio creando una cooperativa de tejedoras que hacían bolsas para el Molino La Julia, pero sin éxito.
El éxodo de población ocasionado por el traslado de los talleres del ferrocarril causó que el barrio se despoblara y el proyecto fuera a la quiebra, quedando muchas casas inconclusas. En 1910 algunas fueron subastadas para saldar la deuda de Emma de la Barra con el Banco, mientras que otras casas fueron ocupadas por desocupados e indigentes.
En 1999, el Barrio de las Mil Casas fue declarado en la ordenanza municipal 8920 como "Patrimonio arquitectónico urbanístico de la ciudad".

## Características

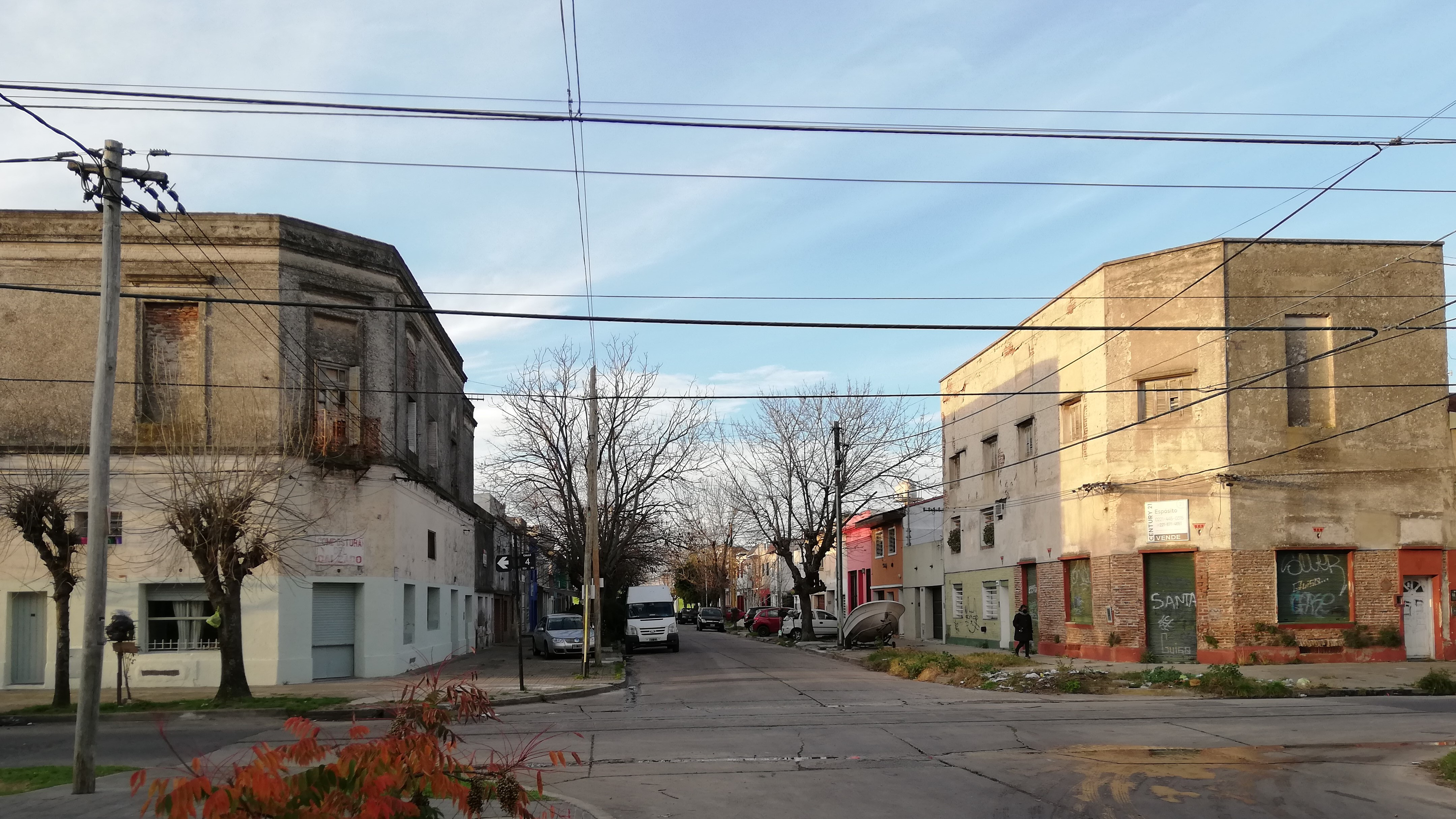
Viviendas originales del barrio Las Mil Casas, Tolosa

El barrio comprendía dos manzanas, cada una de las cuales se divide mediante callejones de 6 metros de ancho en tres sectores paralelos que iban de calle 3 a 4. Cada sector estaba ocupado por casas bajas de tres habitaciones, y en las esquinas había casas de dos plantas y sótano destinadas para comercios y alojamiento, o vivienda permanente.
En el centro de cada una de las manzanas, bordeada por dos callejones, una superficie de considerable tamaño estaría destinada a construir una escuela junto a un teatro, y en la otra manzana habría una capilla.
Las viviendas tenían el estilo de las “casas chorizo” ya que estaban en terrenos de 8 metros de frente por 17 metros de fondo. La mayoría contaban con una habitación al frente que por ser más amplia que las demás, podía auspiciar de sala. Le seguían dos habitaciones que daban a una estrecha galería abierta con pisos enladrillados, una pequeña cocina y un diminuto baño con letrina. La medianera dividía en dos el pozo de aljibe que se ubicaba en el patio y servía a la vez para tender alguno que otro parral.